# Kavell Bigby-Williams
Kavell Bigby-Williams (Londen, 7 oktober 1995) is een Brits basketballer.

## Carrière
Bigby-Williams speelde collegebasketbal voor Gillette, Oregon en Louisiana State voordat hij in 2019 deelnam in de NBA draft. Hij werd niet gekozen maar was kort even bij de Charlotte Hornets en de New Orleans Pelicans waar hij bij de opleidingsploeg speelde. In het coronajaar speelde hij bij verschillende ploegen uit de G-League voordat hij in 2020 tekende bij de Italiaanse ploeg Pallacanestro Cantù en nadien na een meningsverschil met de coach bij de Belgische ploeg Antwerp Giants.
Bigby-Williams ging na zijn korte periode bij de Giants spelen voor het Poolse KK Włocławek. Hij verliet Polen in 2022 opnieuw om te gaan spelen in de NBA G-League bij de Fort Wayne Mad Ants waar hij in 2020 al eens voor speelde. Hij speelde daarna nog bij het Dominicaanse Indios de San Francisco. Voor het seizoen 2022/23 vervoegde hij Franse tweedeklasser Boulazac Basket Dordogne. Hij speelde in 2023 in Venezuela voor Héroes de Falcón en tekende daarna bij het Taiwanese Kaohsiung Steelers.
Hij tekende in april 2024 in de Mexicaanse competitie bij Astros de Jalisco. In oktober 2024 tekende hij bij de Libische club Al Ahli Tripoli. Begin november 2024 tekende hij in de Filipijns competitie bij NorthPort Batang Pier. Nog dezelfde maand ging hij spelen voor het Chinese Jilin Northeast Tigers. In april 2025 ging hij spelen voor het Egyptische Al-Ahly.

### Nationale ploeg
Hij speelde in de nationale jeugdteams in verschillende leeftijdscategorieën. En maakte in 2021 zijn debuut voor de nationale ploeg.

## Privéleven
Hij is de neef van de Brits-Canadese bokser Lennox Lewis.